# 解放南路 (天津)
解放南路是中国天津市河西区、津南区和西青区的一条街道，解放南路西北起徐州道接解放北路，东南至外环线，全长9.8公里。目前，解放南路地区是天津市历史风貌建筑的聚集地之一，大量的名人故居坐落于此，而且由于解放南路历史风貌保存完好已被天津市规划局确定为“解放南路历史文化街区”并加以保护。

## 历史
1895年10月30日，德国称在中日甲午战争中“迫日还辽（东半岛）”有功，在海河与海大道（今大沽南路）之间，天津美租界（今开封道东段）以南，小刘庄以北（今琼州道）设立天津德租界，占地1034亩。1902年，德国又借机扩张，将西面的大片土地划进来，总面积达4200亩。天津德租界当局在界内开辟南北向主干道，并以当时德国皇帝威廉二世的名字命名为“威廉街”。威廉街为当时天津德租界一条重要的街道：原德国驻天津领事馆、天津德租界工部局、天津德国俱乐部还有一些洋行、报馆、电影院和医院等都集中在威廉街一线，因此，当时的威廉街是天津德租界的中心区。第一次世界大战后，中国政府接收天津德租界，将威廉街改名为威尔逊路。解放南路从徐州道至琼州道段，保留为德式风貌区。琼州道以南拓宽，形成物流经济带。

## 现况与发展
解放南路目前全长9800米，宽9米，两侧人行道均宽5米，为沥青路面。沿途建有天津德国俱乐部、吴毓麟旧宅、东光大楼等建筑。

## 沿街著名建筑
解放南路现在比较著名的建筑有：

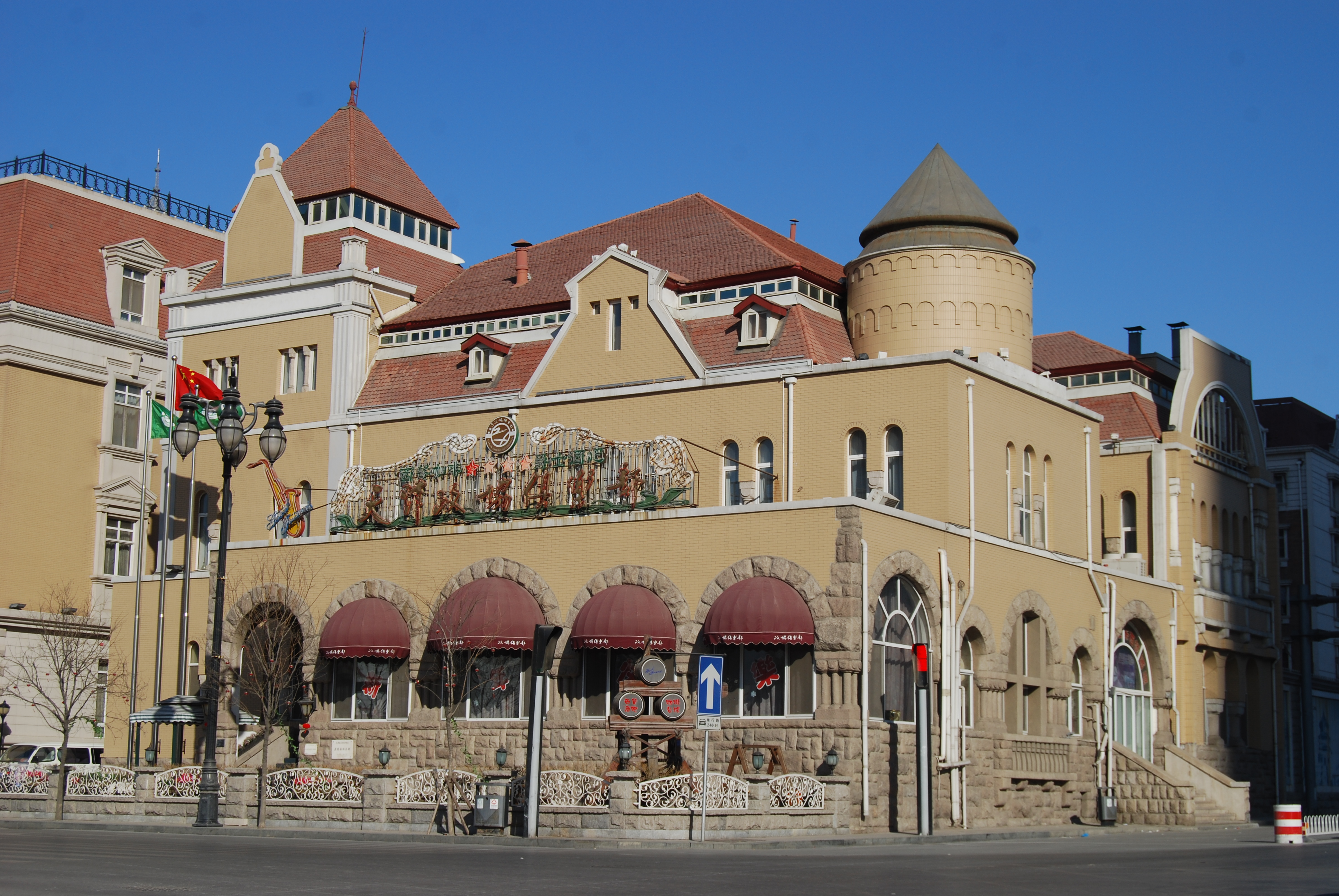
天津德国俱乐部

- 天津市文物保护单位：天津德国俱乐部，解放南路273号
- 天津市历史风貌建筑：吴毓麟旧宅，解放南路292号
- 天津市历史风貌建筑：东光大楼，解放南路327号[3]

## 交汇道路
目前，与解放南路相交汇的主要道路有：	

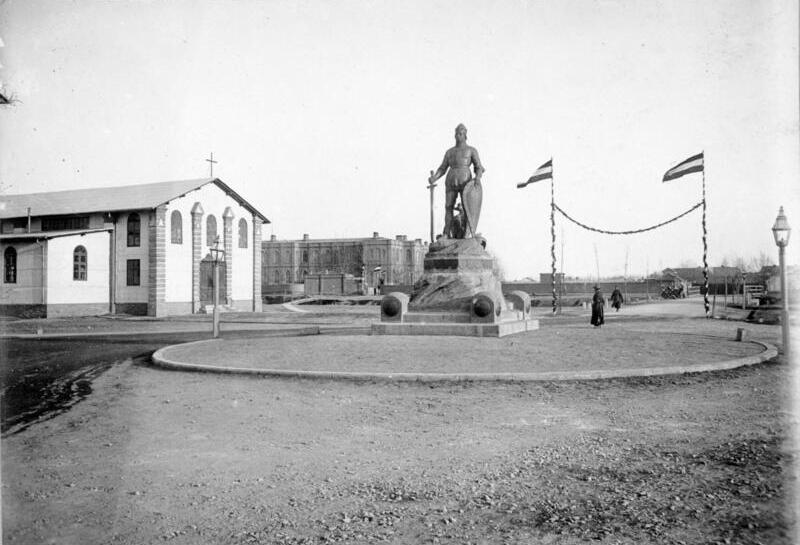
原天津德租界威廉街和纪念碑街交口处的德国纪念碑

- 徐州道 原狄更生道（Dickinson Road）
- 蚌埠道 原罗尔沙伊特街（Rohrscheidtstraße）
- 镇江道 原施赖雅街（Schreyerstraße）
- 浦口道 原纪念碑街（Denkmalstraße）
- 南京路 原墙子河街（Qiangzi-Flussstraße）
- 杭州道 原埃姆登街（Emdenstraße）
- 绍兴道 原德璀琳街（Detringstraße）
- 宁波道 原鲁母普街（Rumpstraße）
- 奉化道 原法尔肯海恩街（Falkenhaynstraße）
- 温州道 原钦莫曼街（Zimmermannstraße）
- 琼州道 原穆姆街（Mummstraße）
- 龙海路
- 湘江道
- 新围堤道
- 小围堤道
- 古海道
- 大沽南路
- 资水道
- 沅江道
- 澧水道
- 黑牛城道
- 郁江道
- 梅江道
- 珠江道
- 贺江道
- 绥江道
- 潭江道
- 江水道
- 君湖道
- 浯水道
- 梦湖西道
- 渌水道
- 添彩道
- 外环线

## 延伸閱讀
- （英文）O.D.Rasmussen. . 天津: 天津印字馆（1925）.
- （中文）费成康. . 上海: 上海社会科学院出版社. 1992年. ISBN 7-80515649-2.